# Pedro Chissano
Pour les articles homonymes, voir Chissano.
Pedro Batista Chissano (dont le pseudonyme littéraire est Mikas Dunga), né le 7 mars 1956 à Caniçado (pt), dans le district de Guijá au sud du Mozambique, est un écrivain, poète et homme de presse mozambicain.

## Biographie
Fils d'un chauffeur et d'une paysanne, Pedro Batista Chissano semble avoir eu une enfance difficile. Venu à Maputo, il suit sa scolarité primaire dans une mission religieuse, ses études secondaires dans des établissements publics, puis un enseignement commercial. En 1976 il intègre la fonction publique.
Il dirigea les revues Lua Nova de l'Association des écrivains mozambicains (AEMO) et Microfone de Radio Mozambique (RM), coordonna la revue littéraire Charrua, et fut  également le secrétaire-général de l'AEMO en 1990-1992.

## Œuvre
Boas-Festas Chiquito (2007) est un recueil de 20 chroniques publiées dans le journal Notícias entre 1988-1990 dans la série « Qui – Qui – Ri – Gó » .
Algumas Histórias e Brincadeiras com B Grande (2013) est un recueil de 11 chroniques.